# Естонія на зимових Олімпійських іграх 1992
Естонія на зимових Олімпійських іграх 1992, які проходили з 8 по 23 лютого в Альбервілі (Франція), була представлена 19 спортсменами в 4 видах спорту.

## Учасники
| Спорт            | Чоловіки | Жінки | Всього |
| ---------------- | -------- | ----- | ------ |
| Біатлон          | 5        | 3     | 8      |
| Лижне двоборство | 4        | 0     | 4      |
| Лижні перегони   | 5        | 1     | 6      |
| Фігурне катання  | 0        | 1     | 1      |
| Всього           | 14       | 5     | 19     |

## Біатлон
Спортсменів — 8
Чоловіки
| Спортсмени                                        | Змагання            | Час       | Промахи     | Відставання | Місце |
| ------------------------------------------------- | ------------------- | --------- | ----------- | ----------- | ----- |
| Хіллар Захна                                      | спринт              | 27:46.5   | 2 (1+1)     | +1:44.2     | 27    |
| Хіллар Захна                                      | індивідуальна гонка | 1:01:57.4 | 4 (1+0+1+2) | +4:23.0     | 34    |
| Урмас Калдвее                                     | спринт              | 27:52.9   | 1 (1+0)     | +1:50.6     | 31    |
| Урмас Калдвее                                     | індивідуальна гонка | 1:03:15.1 | 4 (1+0+1+2) | +5:40.7     | 48    |
| Крістьян Оя                                       | індивідуальна гонка | 1:04:15.9 | 3 (1+1+1+0) | +6:41.5     | 57    |
| Калью Оясте                                       | спринт              | 29:13.2   | 1 (0+1)     | +3:10.9     | 59    |
| Калью Оясте                                       | індивідуальна гонка | 1:02:05.8 | 2 (0+0+1+1) | +4:31.4     | 37    |
| Айво Удрас                                        | спринт              | 29:28.4   | 2 (1+1)     | +3:26.1     | 61    |
| Хіллар Захна Айво Удрас Калью Оясте Урмас Калдвее | естафета            | 1:29:46.1 | 0 (0+0)     | +5:02.6     | 11    |

Жінки
| Спортсмени                                 | Змагання            | Час       | Промахи     | Відставання | Місце |
| ------------------------------------------ | ------------------- | --------- | ----------- | ----------- | ----- |
| Кріста Лепік                               | спринт              | 28:18.6   | 4 (2+2)     | +3:49.4     | 42    |
| Кріста Лепік                               | індивідуальна гонка | 53:51.4   | 1 (0+1+0+0) | +2:04.2     | 11    |
| Евелі Петерсон                             | спринт              | 29:31.4   | 5 (1+4)     | +5:02.2     | 58    |
| Евелі Петерсон                             | індивідуальна гонка | 53:03.1   | 5 (1+1+1+2) | +6:15.9     | 36    |
| Єлена Полякова                             | спринт              | 27:22.8   | 1 (0+1)     | +2:53.6     | 30    |
| Єлена Полякова                             | індивідуальна гонка | 58:30.1   | 5 (1+1+3+0) | +6:42.9     | 39    |
| Єлена Полякова Евелі Петерсон Кріста Лепік | естафета            | 1:23:16.2 | 1 (0+1)     | +7:20.6     | 9     |